# 김찬우 (1933년)
김찬우(金燦于, 1933년 1월 15일~2006년 8월 18일)는 대한민국의 의사, 정치인이다. 제11·14·15·16대 국회의원을 지냈다. 본관은 김녕(金寧)이며 호(號)는 우범(又凡)이다.

## 생애
경상북도 영덕에서 출생했다. 경북대학교 의과대학을 졸업하고 의사로 활동했다. 1962년에 고향인 영덕군에 영덕제일병원을 개업하였다. 
1981년 11대 총선을 앞두고 민주한국당의 공천을 받아 당선면서 정계에 입문한다. 12대 총선에서는 돌풍을 기대하고 민주한국당을 탈당해 신한민주당으로 출마했음에도 3위로 낙선했다. 14대 총선에서 통일국민당 공천으로 당선되어 재기한 뒤 민주자유당으로 당을 옮겼다. 대한민국 국회 보건복지위원장을 지낸다.

## 역대 선거 결과
|  | 25.20% |

|  | 19.84% |

|  | 43.88% |

|  | 49.95% |

|  | 30.97% |

|  | 44.93% |